# Alfonso Galvis
Luis Alfonso Galvis Cano (nacido en la década de los años 1940, Pereira, Risaralda) es un exciclista de ruta colombiano, campeón nacional de ruta de Colombia en 1967.

## Palmarés
1962 
- 1 etapa de la Vuelta a Colombia[1]

1963 
- 3º en el Clásico RCN
- 1 etapa de la Vuelta a Colombia

1964 
- 1 etapa de la Vuelta a Colombia

1965 
- 1 etapa de la Vuelta a Colombia

1966 
- 2º en el Clásico RCN, más 1 etapa

1967 
- 1 etapa de la Vuelta a Colombia[2]
- Campeonato de Colombia en Ruta[3]

## Equipos
- Moto Roa (1963)
- Independiente (1966)
- EE. PP. (1967)
- Totogol (1967)